# Concerto en ré de Stravinsky
Pour les articles homonymes, voir Concerto en ré.
Le Concerto en ré est un concerto pour orchestre à cordes en ré majeur d'Igor Stravinsky. Composé en 1946, il est créé le 27 janvier 1947 par l'Orchestre de chambre de Bâle sous la direction de Paul Sacher.

## Analyse de l'œuvre
1. Vivace : première partie spiccato très rythmée suivi d'un épisode médian moderato tout en accords qui précèdent un  con moto conclusif très scandé.
2. Arioso (andante) : les violons et les violoncelles exposent une mélodie en si bémol majeur.
3. Rondo : mouvement en staccato ben articolato en doubles croches avec une conclusion sur un thème mélodique et dansant.

- Durée d'exécution : douze minutes[1].